# Lee (Maine)
Lee és una població dels Estats Units a l'estat de Maine (EUA). Segons el cens del 2000 tenia 845 habitants.

## Demografia
Segons el cens del 2000, Lee tenia 845 habitants, 298 habitatges, i 247 famílies. La densitat de població era de 8,5 habitants/km².
Dels 298 habitatges en un 39,3% hi vivien nens de menys de 18 anys, en un 73,5% hi vivien parelles casades, en un 6,4% dones solteres, i en un 16,8% no eren unitats familiars. En el 12,8% dels habitatges hi vivien persones soles el 6,7% de les quals corresponia a persones de 65 anys o més que vivien soles. El nombre mitjà de persones vivint en cada habitatge era de 2,81 i el nombre mitjà de persones que vivien en cada família era de 3,03.
Per edats la població es repartia de la següent manera: un 27,9% tenia menys de 18 anys, un 5,2% entre 18 i 24, un 32,3% entre 25 i 44, un 20% de 45 a 60 i un 14,6% 65 anys o més.
L'edat mediana era de 38 anys. Per cada 100 dones de 18 o més anys hi havia 102,3 homes.
La renda mediana per habitatge era de 34.519 $ i la renda mediana per família de 35.813 $. Els homes tenien una renda mediana de 33.214 $ mentre que les dones 23.462 $. La renda per capita de la població era de 16.857 $. Entorn del 8,8% de les famílies i el 12,5% de la població estaven per davall del llindar de pobresa.